# Natalja Vodopjanova
Natalja Andrejevna Vodopjanova (ryska: Наталья Андреевна Водопьянова), född den 4 juni 1981 i  Leningrad i Sovjetunionen (nu Sankt Petersburg i Ryssland), är en rysk basketspelare som var med och tog OS-brons 2004 i Aten. Hon var även med fyra år senare och tog OS-brons 2008 i Peking. 2004 var första gången Ryssland tog en medalj i damklassen vid de olympiska baskettävlingarna sedan Sovjettiden. 